# カードマスター リムサリアの封印
『カードマスター リムサリアの封印』（カードマスター リムサリアのふういん、英題: Arcana）は、1992年3月27日にハル研究所から発売された、スーパーファミコン用のコンピュータRPG。

## 概要
一般のRPGのようなフィールド上の移動は無く、『ウィザードリィ』シリーズのように3D表示されたダンジョン内部を探索することがメインとなる。
町やダンジョンの表示は本作の主人公・ルークスの主観視点で描かれている。また、登場キャラクターとアイテムは全てカードの絵柄として描写されている。
戦闘では、風・火・水・土の四元素が影響する。強い順に並べると、風＞土＞水＞火＞風と循環し、風と水、土と火が対等な強さとなっている。敵モンスターはそれぞれ属性を持っており、その属性よりも強い武器や魔法を用いることで、与えるダメージを増やしたり、受けるダメージを減らしたりできる。人間系の敵は属性を持っていない。また、ルークスがカードを用いることで四元素の精霊を召喚して戦闘に参加させることができる（詳細は後述）。なお、本作では、いずれかの仲間キャラクターのHPが0になった時点でゲームオーバーとなるが、精霊のHPが0になった場合にはゲームが続行される。
物語は全5章の構成で、加入する仲間や攻略するダンジョンは章ごとに異なる。

## ストーリー
数々の神話が語り継がれる聖地「エレメン島」には6つの王国が存在している。そのうちの一つ、レクスファート王国で、ある時、宮廷魔導師のガルネールが突如反乱を起こしてワグナール国王の命を奪い、王の座に就いた。この際、ワグナール王の二人の娘が姿を消し、その行方は不明のままとなっている。
反乱から十年の時が過ぎ、人々は穏やかな生活を送っていた。かつての反乱の中で両親を失った青年ルークスは、魔力を秘めたカードを扱える生前の父のような能力者「カードマスター」となるために修行を積み、父の形見のカードを使えるようになった。そうしたルークスの前に、長らく会っていなかった幼馴染の剣士アランと部下の少女ティーファが現れた。アランは、王国のバルニバ神殿に設けられた祭壇から魔物が召喚されていると語り、その魔物を封印してきてほしいとルークスに依頼する。ルークスはその依頼を受け、ティーファを連れて魔物討伐の冒険へと向かった。

## 登場キャラクター
表記内容は左から順に、日本版の名前、日本版の英語表記、北米版の名前。
ルークス (Rooks / Rooks)
本作の主人公。カードマスター。様々な武器と魔法を用いるほか、全キャラクター中で唯一カードを用いることができる。生前の父親は、王国に仕える「レクスファート三騎士」の一人だった。
アラン (Alan / Ariel)
ルークスと幼馴染の剣士。世の争いを無くすべく強い力を求める。父親は、ルークスの父親と同じく「レクスファート三騎士」の一人だった。
ティーファ (Tifa / Teefa)
魔法使いの少女。アランの部下。攻撃魔法を得意とするが、若干の回復魔法も使える。
神官 (/ Sorcerer)
バルニバ神殿を守護する神官。高位の魔法を操り、ルークスの身を救う。
アックス (Ax / Axs)
バルニバ神殿を守護するドワーフの騎士。かつての「レクスファート三騎士」の一人。王国の反乱の際にワグナール王からサラ姫を託され、以降、世話役となる。後にルークスと共に戦う。
サラ (Sarah / Salah)
ワグナール王の末娘。僧侶としてルークスの仲間に加わる。
レイノール (Reynold / Reinoll)
迷いの森にある大樹の中に造られた家で暮らす賢者。ルークスの育ての親。
ゼロ (Zero / Zerel)
魔法剣士。アランの部下。
イコリナおばさん (/ Icorina)
エルフの村に住む女性。アックスとは旧知の間柄。
アーウィン (Arwen / Darwin)
エルフの魔法剣士。迷いの森で魔物と戦っていたさなかにルークスと出会い、後に行動を共にする。かつては王国に仕えていたという。
ガルネール (Garnel / Galneon)
10年前に王国で反乱を起こし、王座を奪った者。魔帝リムサリアの復活を目論み暗躍する。
カルラ (/ Karul)
魔法剣士。アランの部下。
魔帝リムサリア (Rimsalia / Rimsala)
古の勇者により封印されたという邪悪な帝王。
精霊
ルークスがカードから召喚することで現れる、四元素を司る精霊。以下の4体が登場する。
召喚された精霊は他の仲間キャラクターと同様に戦闘に参加する。ルークスがレベルアップすることで精霊たちの能力も上がり、一定レベルに達するごとに新たな魔法を使えるようになる。
精霊のHPとMPはダンジョン内を移動中に少しずつ回復する。また、HPが0になるとカードが破れて使用不可となるが、ルークスが会得する魔法「元素再生」を用いることで修復できる。
シルフ (Sylph / Sylph)
風の精霊。黄色の妖精のような姿。カードはルークスが初めから所有している。
エフリート (Efrite / Efrite)
火の精霊。赤色の魔人のような姿。第2章で「エフリート」との戦闘後にカードを入手できる。
マリッド (Marid / Marid)
水の精霊。青色の長髪の女性のような姿。第3章で「ヒドラ」との戦闘後にカードを入手できる。
ダオ (Dao / Dao)
土の精霊。緑色の筋肉質な男性のような姿。第4章で「魔界の使者ダラム」との戦闘後にカードを入手できる。

## 章
第1章 旅立ち
- 加入キャラクター：ティーファ
- ダンジョン：バルニバ神殿（F1 - F2）

第2章 賢者レイノール
- 加入キャラクター：アーウィン、サラ
- ダンジョン：ドワーヴン峠、迷いの森（2層）、紅い谷

第3章 救出
- 加入キャラクター：アックス
- ダンジョン：氷の鉱山（B2 - F1）

第4章 リムサリアの封印
- 加入キャラクター：サラ、アックス、アーウィン
- ダンジョン：リムロスの塔（F1 - F12）

第5章 光の時へ…
- 加入キャラクター：ティーファ、アーウィン
- ダンジョン：ビサンツの城、地下道、リムロスの塔（F1 - F12）※第4章の構造とは異なる。

## スタッフ
- ディレクター：橋口茂、MAT SUTAKE
- スクリプト・ライター：橋口茂、葛西重忍
- メイン・プログラマー：くらおかりゅうき
- プログラマー：PANTSMAN、菅浩秋、あおきみや、葛西重忍
- キャラクター・デザイナー：SUU SAITO、吉川仁志、橋口茂、JICHAN、能登谷哲也、TEACORP
- 音楽ディレクター：石川淳
- 音楽：石川淳、安藤浩和
- メッセージ・プログラマー：YHAN DEBU
- デバッグ・ディレクター：KOBY
- テクニカル・アドバイザー：岩田聡
- メイン・アドバイザー：石山淑恵
- スペシャル・サンクス：かとうひでゆき、なかじまけんいち、角田敦、石田聡、はしくらあみ、桜井政博、小沢和

## 評価
- ゲーム誌『ファミコン通信』の「クロスレビュー」では合計23点（満40点）[2]、『ファミリーコンピュータMagazine』の読者投票による「ゲーム通信簿」での評価は以下の通り20.85点（満30点）[1]。

| 項目 | キャラクタ | 音楽 | 操作性 | 熱中度 | お買得度 | オリジナリティ | 総合  |
| 得点 | 3.57       | 3.45 | 3.19   | 3.76   | 3.29     | 3.60           | 20.85 |